# 普済寺 (台北市)
普済寺（ふさいじ）は台湾の台北市北投区温泉路112号（北投温泉）に位置する禅宗の寺院。台湾に残る仏教寺院の中でも日本式の建築様を色濃く残す物の一つとして知られる。台北市より1998年に「市指定古蹟」に認定された。

## 来歴
1941年に発行された台湾仏教名蹟宝鑑によると、当寺は
はじめ日本統治時代の1905年（明治38年）に臨済宗妙心寺派の布教所として開設され、後に台湾総督府鉄道部運輸課長村上彰一の発起により集められた鉄道部職員の寄付をもとに本堂が建立された。1934年に改築を行った際、村上彰一の諡号を元に鉄真院と命名され、鉄道部職員や地域住民の信仰を集めた。
日本の太平洋戦争敗戦に伴って一時廃寺となったが、1949年にチベット仏教ゲルク派の活仏(甘珠爾瓦呼圖克圖)が入り「普済寺」と改名した。その後、1969年に禅宗の僧が入り現在に至る。

## 境内
- 本堂

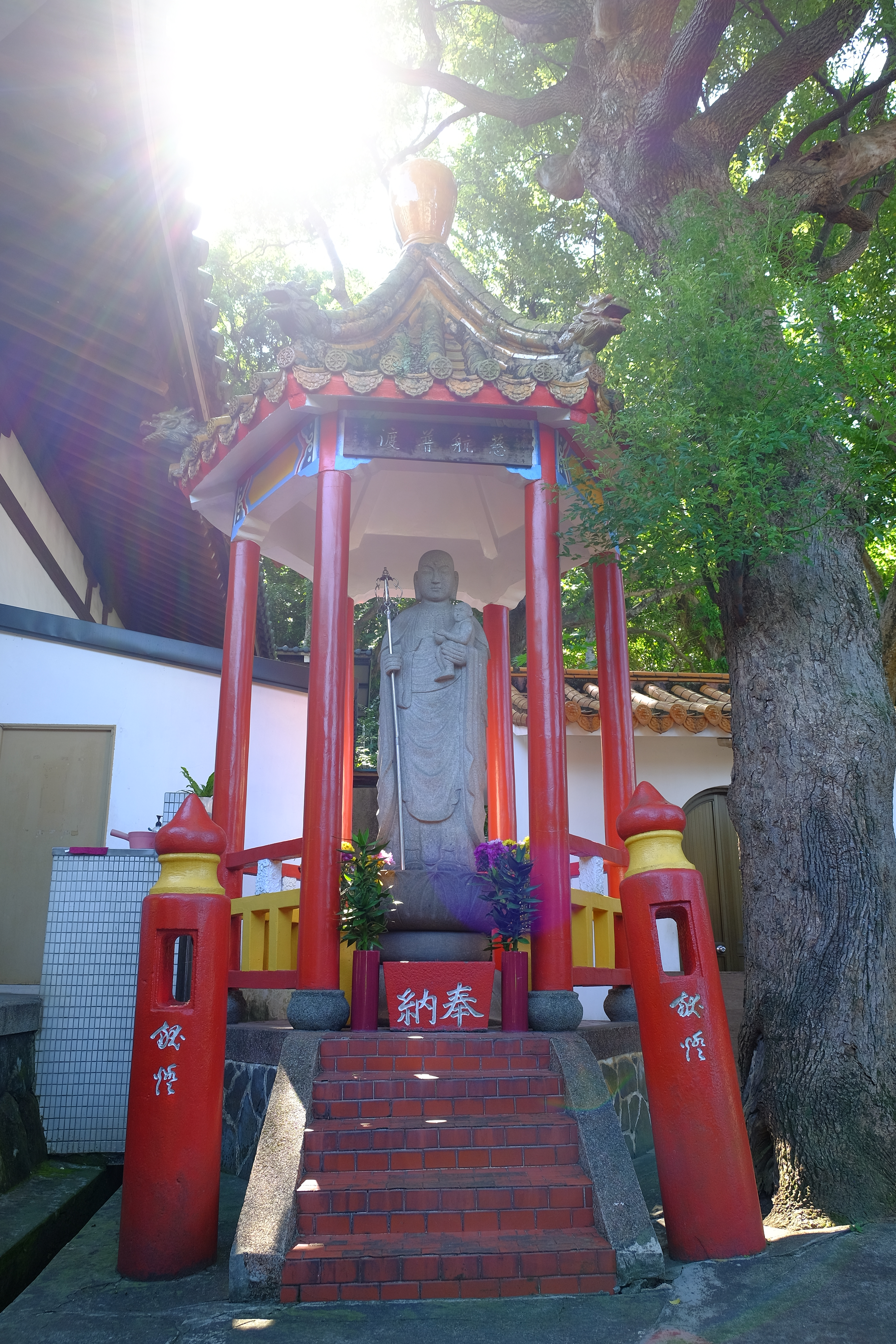
普済寺子安地蔵尊(昭和5年)

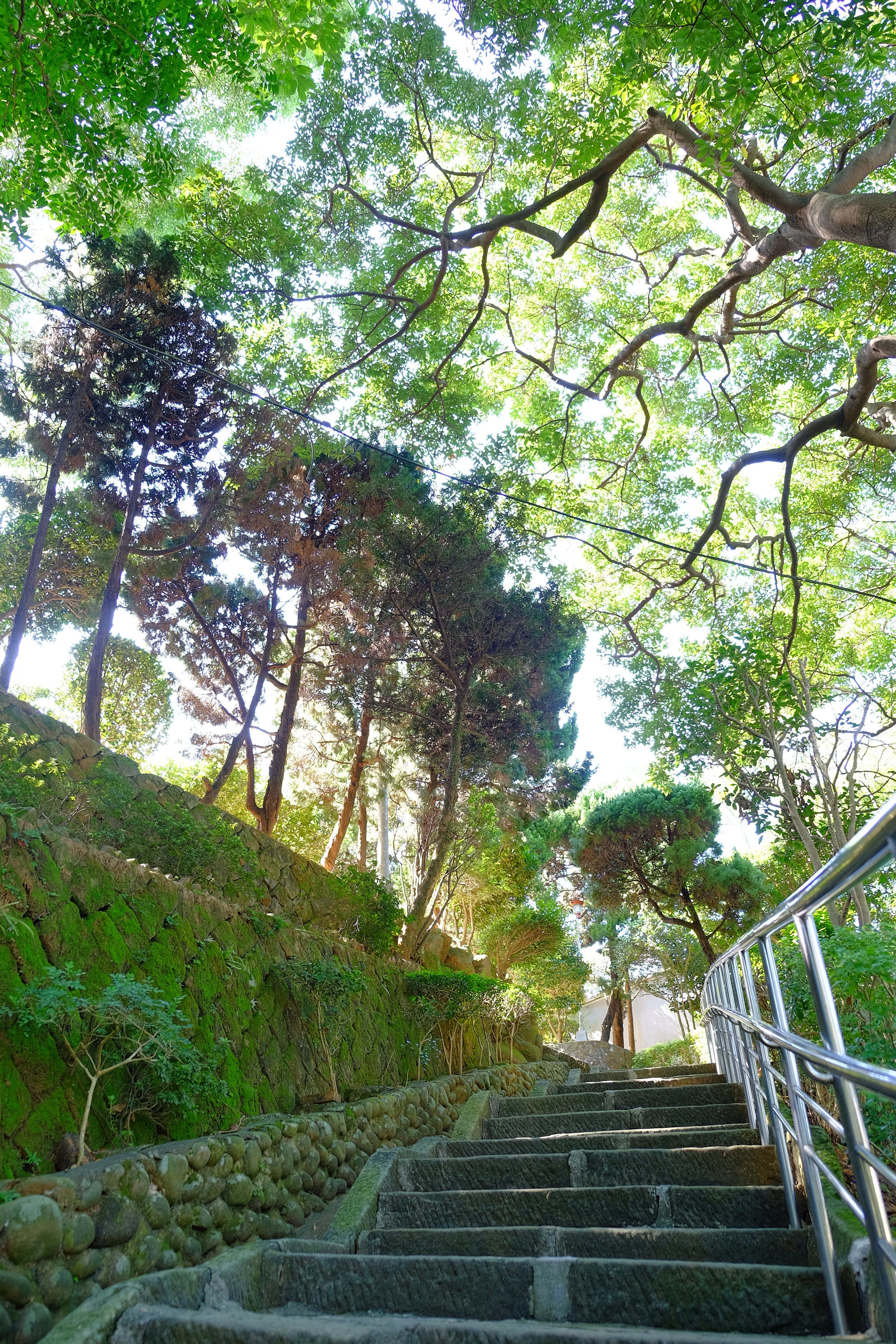
普済寺参道

  - 1915年12月建立。1934年におおがかりな改築が行われ今に至る。なお「普済寺」の扁額は于右任の筆による物である。
- 湯守観音
  - 境内には湯守観音という観音像が村上彰一によって建立された[2]。日本統治時代より土地の温泉旅館業者の信仰を集めていたが、何時の頃からか紛失。現在は子安地蔵尊がおかれている。
- 村上鉄道翁略伝碑
  - 村上彰一の略伝を記載した碑で1934年7月に建碑された。撰文者は下村宏。